# Zamach w Islamabadzie (6 lipca 2008)
Zamach w Islamabadzie miał miejsce 6 lipca 2008 o 19:50 czasu lokalnego. W eksplozji bomby uruchomionej przez zamachowca-samobójcę zginęło 19 osób - 18 policjantów oraz cywil.

## Atak
Zamach nastąpił w rok po oblężeniu meczetu Lal Masjid. Wówczas najpierw bojownicy zajęli meczet, a później po kilkudniowym oblężeniu pakistańskie siły bezpieczeństwa odbiły meczet. 
Podczas ataku 30-letni zamachowiec-samobójca wysadził się pod tym meczetem. Atak nastąpił mimo podwyższonych środków bezpieczeństwa w Islamabadzie.

## Reakcje
- Pakistan - Minister ds. Informacji Sherry Rehman powiedział, że rząd nie toleruje takich aktów, a sprawcy zostaną złapani. Podkreślił, też, że religia, ani państwo nie godzi się na akty przemocy, które są beznadziejnymi próbami zburzenia demokracji w kraju.
- Tehrik-e-Taliban podało, że nie mogą zapomnieć wydarzeń z 2007 pod Lal Masijd i dlatego talibowie są rozgniewani.
- Bangladesz - Ministerstwo Spraw Zagranicznych wydało oświadczenie, które nazywa zamach haniebnym aktem tchórzostwa, a terroryzm i nie wygra. MSW przekazało kondolencje rodzinom ofiar zamachu.